# Apotrechus swinhoei
Apotrechus swinhoei är en insektsart som först beskrevs av Griffini 1909.  Apotrechus swinhoei ingår i släktet Apotrechus och familjen Gryllacrididae. Inga underarter finns listade i Catalogue of Life.